# هاپاگ (نیویورک)
هاپاگ (به انگلیسی: Hauppauge) یک منطقهٔ مسکونی در ایالات متحده آمریکا است که در شهرستان سافک، نیویورک واقع شده‌است. هاپاگ ۲۸٫۱ کیلومتر مربع مساحت و ۲۰٬۸۸۲ نفر جمعیت دارد و ۱۹ متر بالاتر از سطح دریا واقع شده‌است.